# Juan Carlos Unzué

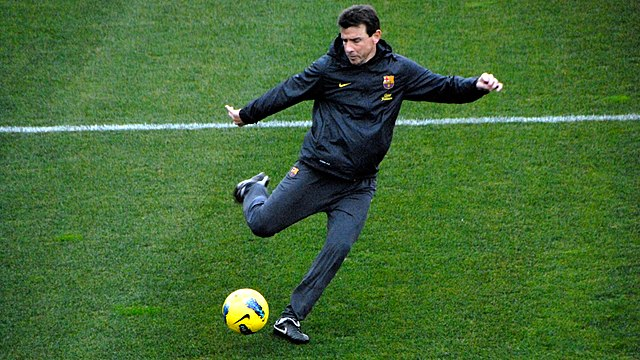
Juan Carlos Unzué

Juan Carlos Unzué Labiana (Pamplona, 22 april 1967) is een Spaans voetbalcoach en voormalig profvoetballer. Hij speelde jarenlang als doelman bij CA Osasuna en Sevilla FC.

## Loopbaan als voetballer
Unzué begon als profvoetballer bij CA Osasuna in het seizoen 1986/1987. In 1988 werd hij gecontracteerd door FC Barcelona, maar in zijn twee seizoenen bij deze club speelde Unzué slechts vijf wedstrijden in de Primera División. Vervolgens speelde de doelman van 1990 tot 1997 bij Sevilla FC, waar Unzué jarenlang een basiswaarde was. In 1997 tekende Unzué bij CD Tenerife, maar bij deze club was hij niet altijd zeker van zijn plaats. In 1999, toen CD Tenerife degradeerde naar de Segunda División A, vertrok Unzué naar Real Oviedo. Hier was hij tweede keus achter Andrés Esteban en de doelman speelde in zijn twee jaar bij de club geen enkele wedstrijd in de Primera División. Unzué speelde van 2001 tot 2003 opnieuw bij CA Osasuna, waar hij in 2003 zijn loopbaan afsloot.

## Clubstatistieken
| Seizoen | Club         | Competitie       | Wed. | Dlp. |
| ------- | ------------ | ---------------- | ---- | ---- |
| 1986/87 | CA Osasuna   | Primera División | 7    | 0    |
| 1987/88 | CA Osasuna   | Primera División | 7    | 0    |
| 1988/89 | FC Barcelona | Primera División | 2    | 0    |
| 1989/90 | FC Barcelona | Primera División | 3    | 0    |
| 1990/91 | Sevilla FC   | Primera División | 31   | 0    |
| 1991/92 | Sevilla FC   | Primera División | 38   | 0    |
| 1992/93 | Sevilla FC   | Primera División | 38   | 0    |
| 1993/94 | Sevilla FC   | Primera División | 37   | 0    |
| 1994/95 | Sevilla FC   | Primera División | 38   | 0    |
| 1995/96 | Sevilla FC   | Primera División | 24   | 0    |
| 1996/97 | Sevilla FC   | Primera División | 16   | 0    |
| 1997/98 | CD Tenerife  | Primera División | 12   | 0    |
| 1998/99 | CD Tenerife  | Primera División | 23   | 0    |
| 1999/00 | Real Oviedo  | Primera División | 0    | 0    |
| 2000/01 | Real Oviedo  | Primera División | 0    | 0    |
| 2001/02 | CA Osasuna   | Primera División | 36   | 0    |
| 2002/03 | CA Osasuna   | Primera División | 5    | 0    |

## Loopbaan als coach
Van 2003 tot 2010 was Unzué keeperstrainer bij FC Barcelona. In juni 2010 werd hij aangesteld als coach van CD Numancia, destijds spelend in de Segunda División A. Een seizoen later keerde hij terug naar Barcelona waar hij zijn vroegere functie, die van keeperstrainer, opnieuw ging bekleden. In 2012 werd Unzué hoofdtrainer van Racing Santander. Sinds 2013 is Unzué assistent van Luis Enrique Martínez, eerst bij Celta de Vigo (2013-2014) en vervolgens bij FC Barcelona (sinds 2014). Aan het einde van het seizoen 2016/17 volgde hij Eduardo Berizzo op als hoofdcoach van Celta de Vigo. Dat liet hem na afloop van het seizoen 2017/18 vertrekken.
In juni 2020 maakte Unzué in stadion Camp Nou bekend dat hij leed aan amyotrofe laterale sclerose.

## Erelijst
FC Barcelona
- Europacup II

1989